# عبد الله حمصي
عبد الله حمصي (7 فبراير 1937 - 27 يونيو 2023) هو ممثل لبناني وُلد في مدينة طرابلس في لبنان، وهو أحد أكبر ممثلي الكوميديا في لبنان، حيث استطاع أن يترك بصمته في ذاكرة المشاهد، وقد ظهر في البداية من خلال فرقة أبو سليم الطبل.

## طفولته
مُذ كان في الخامسة من عمره وهو يعشق الفن والرياضة، فقام بممارسة الرياضة خاصة كمال الأجسام وفاز ببطولة الشمال 1955، كما مارس السباحة وحصل على ميدالية في مسابقة من القلمون إلى الميدان بمسافة أخذت ثلاث ساعات ونصف، كما كانت من هواياته صيد البر والبحر ولعبة طاولة الزهر، ومن اهتماماته الفولكلور والتراث، بالإضافة إلى ذلك فقد تعلَّم السيف والترس وتابع الزجل اللبناني.

## بدايته الفنية
بدأ مشواره الفني وهو في الخامسة عشر من عمره ممثلًا مسرحيًّا في فرقة كشافة الجراح الفنية التي قادها الفنان صلاح تيزاني، وبعد ذلك ساهم في تأسيس فرقة خاصة تحت اسم «كوميديا لبنان» عام 1957 وبدأ في التقديم فيها لكنه لم يترك التقديم أيضًا في فرقة «كشاف الجراح».

### فرقة أبو سليم الطبل
بعد ثلاث سنوات من عمله مع فرقة كوميديا لبنان احترف الفن من خلال «القناة السابعة» على تليفزيون لبنان وظهر في صورة أسعد القروي، وفي عام 1966 قام الفنانان عوني المصري وعبد الكريم عمر بتحضير عملًا في مسرح الفرير بطرابلس كما قاما بنُصح أعضاء الفرقة بالذهاب إلى تليفزيون لبنان، وبالفعل تم قبول الفرقة وأصبحت تقدم عروضًا على الهواء مباشرةً تحت مسمى «فرقة أبو سليم الطبل»، كانت الفرقة مؤلفة من 27 ممثلًا، ومن أبرز شخصياتها: أبو سليم وأسعد وفهمان ودرباس وشكري وجميل وأبو نصره، وكانت المرأة ممنوعة من التمثيل لذلك كانوا في بعض الأحيان يأخذون أدوار امرأة.

## أعماله
في عام 1960 قام بتأسيس «فرقة الفنون الشعبية» التي قدمت نُخبة من المواهب الشابة، كما قدمت العديد من الأعمال التي انفرد ببطولتها سواء على مسرح الرابطة الثقافية بطرابلس أو غيره من المسارح، كما قدم ما يزيد عن 1700 ساعة تليفزيونية، وما يزيد عن ستين مسرحية، وبالنسبة لأعماله الإذاعية فقد وصلت إلى 3000 حلقة، كما شارك في أكثر من 15 فيلمًا سينيمائيًا، بالإضافة إلى مشاركته في العديد من المهرجانات مثل مهرجانات قلعة طرابلس التي انطلقت عام 1969 ومهرجانات قلعة بعلبك.

### أعماله المسرحية
- «أسعد وعيلة أبو الريش»
- «شاكوش ومنشار»
- «أسعد show»
- «أسعد على الهواء»
- «آباء وأبناء»
- «أسعد طبيب»
- «قضية وحرامية» 1970 من تأليف جورج جرداق
- «وزارة التربية مع أطيب التمنيات» 1971
- «قدف يا بحار» 1973
- «دويك والمغناطيس» 1974 لأنطوان غندور
- «يعيش ما حدا» 1975 تأليف فؤاد المستحي وإخراج باسم نصر
- «الجراد» 1978 تأليف فاروق الأحدب وسعيد تيزاني
- «هندومة سقطت الحكومة» 1990 لأنطوان غندور

بالإضافة إلى مجموعة من أعمال الكاتب والشاعر بشير الضيفة:
- «هية هية»
- «طبخة بحص» إخراج الأدهمي
- «منحوس وعروس»
- «أسعد أكشن»
- «أسعد بالأوكازيون»
- «بين تكو وتكة رح بتصير»
- «يا سامعين الصوت»
- «حربوق بقلب الصندوق»
- «الحكاية بدا داية»
- «كلّومن للّو»
- «أسعد ما بدو»[7]

### أعماله التليفزيونية
شارك عبد الله في مجمل الأعمال التليفزيونية التي قدمها شقيق زوجته هدى صلاح تيزاني (أبو سليم)، وفي «عزيزتي مروة» بطولة سميرة بارودي، و«المنتقم» لإحسان صادق، و«قصص حب» لأنطوان غندور، ومسلسل «صح النوم» مع الفنان دريد لحام، ومسلسل «دويك يا دويك» إخراج باسم نصر ومسلسل «مالح يا بحر» للكاتب مروان العبد.

### أعماله الإذاعية
من أعماله في الإذاعة «ديوك الحي الله معكم» من تأليف فاروق الأحدب وجلال الرفاعي، «قهوة مرة يا إسكندر»، بالإضافة إلى عدة أعمال لجورج يمين ويعقوب الشدراوي وأنطوان غندور، كما قدم مؤخرًا «الناس أجناس».

### أعماله السينيمائية
- «سفربلك» و«بنت الحارس» للسيدة فيروز
- «أيام اللؤلؤ» بالاشتراك مع صباح وكريم أبو شقرا إخراج وئام الصعيدي
- «عودة البطل» و«الفجرية والأبطال» للمخرج سمير الغصيني
- «غيتار الحب» للمخرج محمد سلمان
- «الليل الأخير» للمخرج يوسف شرف الدين
- «حبي الذي لا يموت» بالاشتراك مع ملحم بركات
- «الرؤيا»
- «المرمورة»
- «مريام الخاطئة» إنتاج مصري
- «نهلا» إنتاج جزائري
- «نهاية حلم» فادي تابت[7]